# 326省道 (安徽省)
安徽326省道，简称全合路，是安徽省的一条横向干线公路。 326省道起于滁州市全椒县襄河镇，终于合肥市瑶海区。途经全椒县、巢湖市和肥东县，起于全椒县 来和路，于大墅镇与 章白路平面交叉，于栏杆集镇与 明黄路共线，于肥东城区与 沪霍线、 舟鲁线共线，与 朱长路相交。